# Circuito di Phillip Island
Il circuito per competizioni motociclistiche e automobilistiche di Phillip Island è situato sull'omonima isola, nei pressi della località di Ventnor, nella Regione di Victoria in Australia; fu costruito nel 1956 ed è lungo 4448 m. Tra gli appassionati di moto è celebre perché dal 1997 vi si corre il Gran Premio motociclistico d'Australia per il motomondiale, mentre fin dal 1990 vi corre il Campionato mondiale Superbike, poi affiancato dalla Supersport.

## Caratteristiche

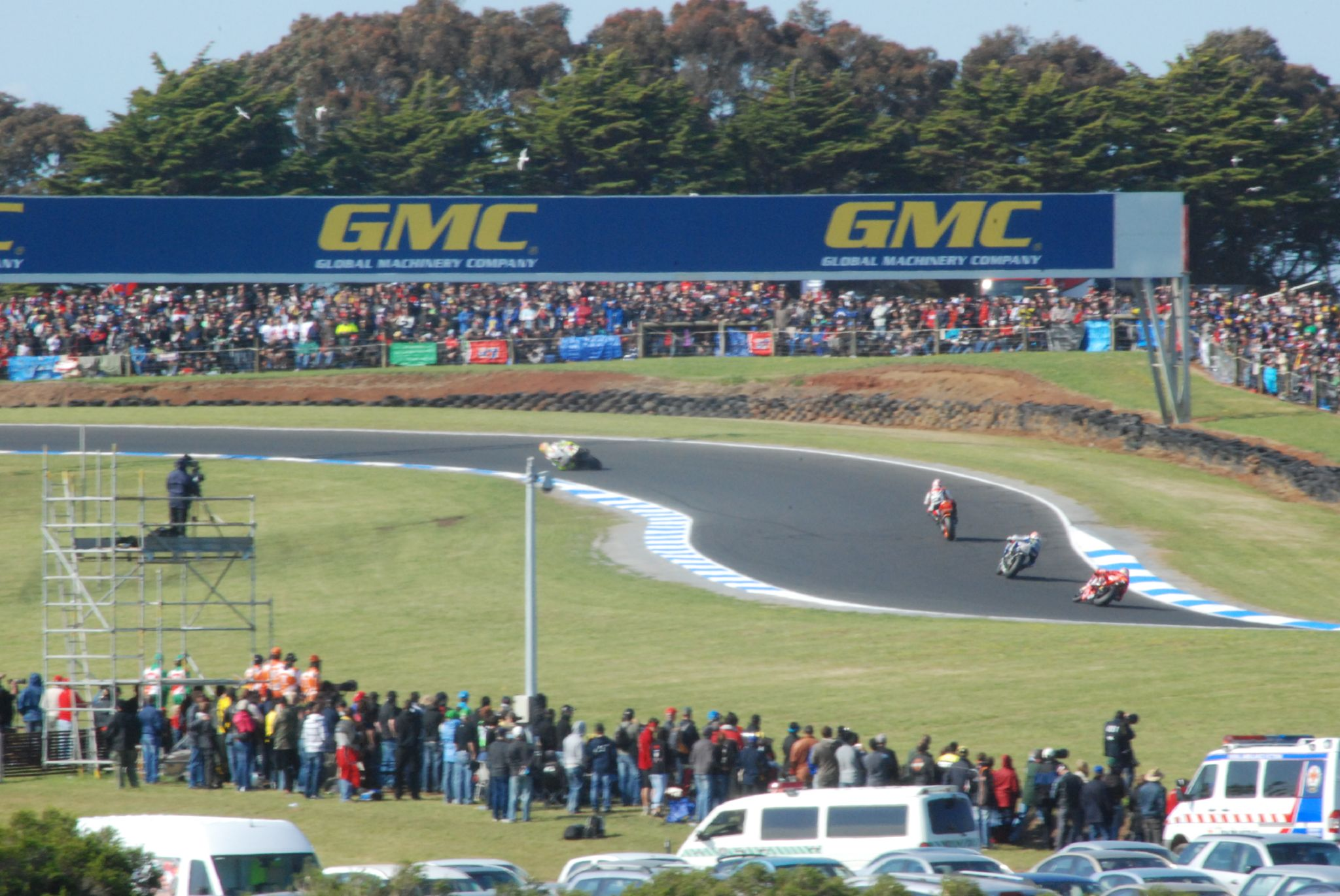
Il circuito durante il GP d'Australia del Motomondiale

Si tratta di un circuito altamente spettacolare posto su un terreno ondulato sul ciglio di una scogliera, formato da un continuo susseguirsi di curve veloci e di ampio raggio spezzato solo da due tornantini, dove si possono ammirare audacissimi sorpassi. L'unico rettilineo degno di nota, quello dei box, è in discesa e vi si raggiungono velocità di punta molto elevate. Caratteristici i vari tratti vicini al mare, suggestivi e amati dai fotografi di tutto il mondo. Da segnalare la costante presenza di gabbiani nell'area del circuito, che spesso rappresentano un rischio di impatto per i concorrenti.

## Uso
Oltre ai citati campionati motociclistici iridati, il circuito di Phillip Island ospita anche molte competizioni internazionali e australiane su quattro ruote, tra cui la Formula Holden, il Supercars e i campionati nazionali della Formula 3, della Formula Ford.

## Albo d'oro del Motomondiale
| 1989 | Àlex Crivillé (JJ-Cobas)    | Sito Pons (Honda)         | Wayne Gardner (Honda)     |               |               |
| 1990 | Loris Capirossi (Honda)     | John Kocinski (Yamaha)    | Wayne Gardner (Honda)     |               |               |
| 1997 | Noboru Ueda (Honda)         | Ralf Waldmann (Honda)     | Àlex Crivillé (Honda)     |               |               |
| 1998 | Masao Azuma (Honda)         | Valentino Rossi (Aprilia) | Michael Doohan (Honda)    |               |               |
| 1999 | Marco Melandri (Honda)      | Valentino Rossi (Aprilia) | Tadayuki Okada (Honda)    |               |               |
| 2000 | Masao Azuma (Honda)         | Olivier Jacque (Yamaha)   | Max Biaggi (Yamaha)       |               |               |
| 2001 | Youichi Ui (Derbi)          | Daijirō Katō (Honda)      | Valentino Rossi (Honda)   |               |               |
| Anno | Classe 125                  | Classe 250                | MotoGP                    |               |               |
| 2002 | Manuel Poggiali (Gilera)    | Marco Melandri (Aprilia)  | Valentino Rossi (Honda)   |               |               |
| 2003 | Andrea Ballerini (Honda)    | Roberto Rolfo (Honda)     | Valentino Rossi (Honda)   |               |               |
| 2004 | Andrea Dovizioso (Honda)    | Sebastián Porto (Aprilia) | Valentino Rossi (Yamaha)  |               |               |
| 2005 | Thomas Lüthi (Honda)        | Daniel Pedrosa (Honda)    | Valentino Rossi (Yamaha)  |               |               |
| 2006 | Álvaro Bautista (Aprilia)   | Jorge Lorenzo (Aprilia)   | Marco Melandri (Honda)    |               |               |
| 2007 | Lukáš Pešek (Derbi)         | Jorge Lorenzo (Aprilia)   | Casey Stoner (Ducati)     |               |               |
| 2008 | Mike Di Meglio (Derbi)      | Marco Simoncelli (Gilera) | Casey Stoner (Ducati)     |               |               |
| 2009 | Julián Simón (Aprilia)      | Marco Simoncelli (Gilera) | Casey Stoner (Ducati)     |               |               |
| Anno | Classe 125                  | Moto2                     | MotoGP                    |               |               |
| 2010 | Marc Márquez (Derbi)        | Alex De Angelis (MotoBi)  | Casey Stoner (Ducati)     |               |               |
| 2011 | Sandro Cortese (Aprilia)    | Alex De Angelis (MotoBi)  | Casey Stoner (Honda)      |               |               |
| Anno | Moto3                       | Moto2                     | MotoGP                    |               |               |
| 2012 | Sandro Cortese (KTM)        | Pol Espargaró (Kalex)     | Casey Stoner (Honda)      |               |               |
| 2013 | Álex Rins (KTM)             | Pol Espargaró (Kalex)     | Jorge Lorenzo (Yamaha)    |               |               |
| 2014 | Jack Miller (KTM)           | Maverick Viñales (Kalex)  | Valentino Rossi (Yamaha)  |               |               |
| 2015 | Miguel Oliveira (KTM)       | Álex Rins (Kalex)         | Marc Márquez (Honda)      |               |               |
| 2016 | Brad Binder (KTM)           | Thomas Lüthi (Kalex)      | Cal Crutchlow (Honda)     |               |               |
| 2017 | Joan Mir (Honda)            | Miguel Oliveira (KTM)     | Marc Márquez (Honda)      |               |               |
| 2018 | Albert Arenas (KTM)         | Brad Binder (KTM)         | Maverick Viñales (Yamaha) |               |               |
| 2019 | Lorenzo Dalla Porta (Honda) | Brad Binder (KTM)         | Marc Márquez (Honda)      |               |               |
| 2020 | Non disputato               | Non disputato             | Non disputato             | Non disputato | Non disputato |
| 2021 | Non disputato               | Non disputato             | Non disputato             | Non disputato | Non disputato |
| 2022 | Izan Guevara (Gas Gas)      | Alonso López (Boscoscuro) | Álex Rins (Suzuki)        |               |               |
| 2023 | Deniz Öncü (KTM)            | Tony Arbolino (Kalex)     | Johann Zarco (Ducati)     |               |               |

## Record sul giro
Fonte: sito ufficiale del circuito
| Classe               | Pilota                    | Veicolo                    | Tempo     | Data       |
| -------------------- | ------------------------- | -------------------------- | --------- | ---------- |
| Assoluto             | Simon Wills               | Reynard 94D                | 1.24.2215 | 13/02/2000 |
| Automobili           |                           |                            |           |            |
| Monoposto            |                           |                            |           |            |
| Formula 4000         | Simon Wills               | Reynard 94D                | 1.24.2215 | 13/02/2000 |
| Formula 3            | Tim Macrow                | Dallara F307 Mercedes-Benz | 1.24.5146 | 21/09/2013 |
| Formula Ford         | Chelsea Angelo            | Mygale SJ11A Ford          | 1.36.2815 | 06/04/2013 |
| Turismo              |                           |                            |           |            |
| Supercars            | Craig Lowndes             | Holden VT Commodore        | 1.33.4389 | 19/05/2012 |
| Superturismo         | Geoff Brabham             | BMW 320i                   | 1.37.1706 | 01/06/1997 |
| Gran Turismo         |                           |                            |           |            |
| Gran Turismo         | Jack LeBrocq              | Mercedes SLS GT3           | 1.27.1505 | 26/05/2013 |
| Marque Sports        | Allan Simonsen            | Lamborghini Gallardo       | 1.31.2009 | 27/11/2011 |
| Carrera Cup          | Daniel Gaunt              | Porsche 997 GT3 Cup        | 1.34.6465 | 18/09/2011 |
| Motociclette         |                           |                            |           |            |
| MotoGP               | Jorge Martín              | Ducati Desmosedici         | 1:27.246  | 21/10/2023 |
| Moto2                | Alex De Angelis           | Speed Up SF13              | 1:32.814  | 20/10/2013 |
| 250cc                | Álvaro Bautista           | Aprilia RSV 250            | 1:32.710  | 05/10/2008 |
| 500cc                | Kenny Roberts Jr.         | Suzuki RGV Γ 500           | 1:32.743  | 03/10/1999 |
| Moto3                | Álex Márquez              | KTM RC 250 GP              | 1:37.073  | 20/10/2013 |
| 125cc                | Álvaro Bautista           | Honda RS125R               | 1:36.927  | 17/09/2006 |
| Mondiale Superbike   | Eugene Laverty            | Aprilia RSV4 Factory       | 1:31.168  | 24/02/2013 |
| Mondiale Supersport  | Kenan Sofuoğlu            | Kawasaki ZX-6R             | 1:33.283  | 24/02/2013 |
| Production Superbike | Wayne Maxwell             | Honda CBR1000RR            | 1:32.316  | 19/10/2009 |
| 600cc Supersport     | Bryan Staring             | Yamaha YZF-R6              | 1:35.200  | 19/10/2009 |
| Sidecar              | Steve Webster David James | LCR - Suzuki               | 1:38.726  | 18/04/1999 |